# Видљивост ЛГБТ+ особа на Песми Евровизије
Избор за Песму Евровизије већ деценијама има своје фанове у ЛГБТ+ заједници, а организатори су се активно трудили још од 90-их да те фанове укључе у такмичење.

## ЛГБТ+ особе на Песми Евровизије

### Извођачи

#### Победници
- Катрина Лесканич која је представљала Уједињено Краљевство 1997. као део групе Katrina and the Waves (транскр.  Катрина и Вејвс) се касније аутовала као лезбијка.[2]
- Следеће године, Дана Интернашонал је постала прва транс учесница, и прва транс победница такмичења 1998.[3][4] Више ЛГБТ+ особа су се од тад такмичиле и победиле на такмичењу.
- Кончита Вурст, дрег персона геј мушкарца Томаса Неувирта, је победио 2014. за Аустрију.
- Бисексуалац Данкан Лоренс је победио 2019. за Холандију.[5][6]
- Марија Шерифовић која је победила за Србију 2007. године се 2013. аутовала као лезбијка.[7]
- Лорин, бисексуалка, је победила 2012. године и њена песма се сматра најбољом песмом икад у историји Песме Евровизије.[8] Она се аутовала 2017.[9]
- Викторија де Анђелис, која је басиста у бенду Måneskin (транскр.  Монескин) је отворено бисексуалка, док се њен колега из бенда Итан Торчио идентификује као "сексуално слободан".[10]

#### Остали

##### 1997.
- Пол Оскар је постао први аутован геј извођач кад је представљао Исланд на Песми Евровизије 1997.

##### 2011.
- 2011. године, Уједињено Краљевство је представљала Енглеска група Blue (транскр.  Блу). Чланови те групе Данкан Џејмс и Ли Рајан се идентификују као геј и бисексуалац, тим редом.[11][12]

##### 2016.
- 2016. године, Израел је представљао Хови Стар, који је геј.[13]
- Исте те године, Дауве Боб, бисексуалан мушкарац, је представљао Холандију.[14]

##### 2017.
- Славко Калезић, који је представљао Црну Гору 2017. је геј.[15]

##### 2018.
- Сара Алто, представница Финске 2018. је лезбијка.[16]
- Меловин, који је представљао Украјину 2018. се аутовао као бисексуалац 2021.[17]

##### 2019.
- Билал Хасани, представник Француске 2019. је квир.[18]
- Том Хуго, који је представљао Норвешку 2019. као део групе KEiiNO (транскр.  Кајно) је геј.[19]
- Мамуд, који је представљао Италију је такође геј.[20][21]

##### 2021.
Учесници 2021. који су део ЛГБТ+ заједнице укључују:
- Монтејн из Аустралије (бисексуалка).[22]
- Лезли Рој из Ирске (лезбијка).[23]
- Васил Гарванлијев из Северне Македоније, Жангу Макруј из Холандије и Јендрик Сигварт из Немачке, који су гејеви.[24][25][26]
- Роксен из Румуније која се после такмичења аутује као небинарна особа.[27]
- Хулда Кристин Колбрунардотир, пратећа певачица у бенду Daði og Gagnamagnið (транскр.  Дади и Гагнамагнид), који су представљали Исланд, је пансексуална.[28]

##### 2022.
- Михаел Бен Давид из Израела је геј.
- Акиле Лауро и један од пратећих певача из Сан Марина су се пољубили за време наступа.
- Шелдон Рајли из Аустралије је геј.
- Елин Ејурсдотир са Исланда је пансексуалка
- WRS из Румуније је геј.

### Водитељи
И неки водитељи програма су били део ЛГБТ+ заједнице, као на пример Аси Азар 2019. који је геј и Ники де Јахер 2020. и 2021. која је била прва транс особа да води програм.

## У наступима
Неки сценски наступи и песме су имале референце на истополне везе. Жан-Клод Паскал, који је победио 1961. за Луксембург је рекао да његова победничка песма "Nous les amoureux" (Ми љубавници) говори о хомосексуалном пару, што је 1960-их било веома контроверзно, нарочито јер је хомосексуалност још увек била криминализована у великом броју држава.
Наступ Кристе Сигфридс 2013. је укључио пољубац са другом девојком како би показала подршку усвајању закона о истополним браковима у Финској. Литвански наступ 2015. је имао 3 пољупца на сцени, један стрејт, један геј и један лезбијски. 2018. године, Рајан О'Шаугнеси је имао плесаче који су представљали заљубљен истополни пар. Неколико дрег наступа је изведено на сцени Песме Евровизије, укључујући Верку Сердучку, Ди-Ку, Кончиту Вурст и Сестре из Словеније.

## Инциденти
Разне политичке идеологије у и ван Европе су се нашле у конфликту са Евровизијом, нарочито око ЛГБТ+ права.

### Кончита Вурст
- Аустрија

Избор Вурст за Песму Евровизије је изазвао контроверзу у Аустрији, а Фејсбук група од скоро 38000 људи је протестовала против ове одлуке аустријског јавног сервиса да интерно изабере представника Аустрије. У интервјуу за Аустријске новине Курир, Вурст је бранио овај избор ОРФ-а, указујући на то да сваки емитер има потпуну одговорност за све везано за такмичење, и указао на то да интерни избор 2007. није наишао на противљење публике. Вурст је такође тврдио да критицизам из групе превазилази протесте против интерног избора и приказује хомофобију и дискриминацију. Заложио се за наставак своје борбе против дискриминације.
- Белорусија

У Белорусији је због Вурст била је покренута петиција да се Песма Евровизије 2014. не емитује у земљи, тврдећи да је „легло содомије" и покушај европских либерала да западне вредности наметну Белорусији и Русији.
- Јерменија

Вурст прима критике и од јерменског представника те године Aram Mp3-а, који је изјавио да је „њен стил живота неприродан и да мора да се одлучи да ли је жена или мушкарац”. Арам се касније извинио и инсистирао да је његова изјава била „само шала".
- Литванија

2014. године, Литвански презентер гласова Игњас Крупавичијус је, пре него што је објавио ко је добио 10 поена Литваније, извукао жилет и претварао се да брије своју браду са опаском „време је за бријање”, објављујући да је 10 поена за Аустрију и Кончиту Вурст кроз кихот. Презентер Николај Копел је после Литванских поена одговорио „Време за бријање? Ипак не”. Сасвим случајно, следећи гласови су долазили из Аустрије, које је доделила Кати Белович са лажном брадом како би показала подршку Кончити. Британски коментатор Грејем Нортон је такође исказао своје незадовољство и подржао Копелов одговор.
- Русија

По победи Кончите Вурст, у Руској православној цркви нису остали без коментара, оцењујући да је то „корак ка напуштању хришћанског идентитета у Европи”. Руски медији су пренели и захтев Виталија Милонова, заменика законодавне скупштини Санкт Петербурга, упућен министру културе Владимиру Мединском да Вурст не сме да има турнеју по Русији.
Полина Гагарина која је представљала Русију 2015. је имала интервју током паузе у гласању са Кончитом Вурст, и привукла критике руских конзервативаца кад је поставила видео из бекстејџа где грли Кончиту на своје друштвене мреже.
- Србија

Геј-лезбијски инфо центар осудио је понашање коментатора РТС-а Силване Грујић и Драгана Илића током преноса такмичења 2014. које је одржано у Копенхагену због, како је речено, вређања трансродне популације и затражио извињење Јавног сервиса. Овај центар нарочито је осудио понашање коментатора током наступа представника Аустрије и током гласања, када је Вурст добијао максимум (12) поена. „Смештање Кончите Вурст у домен бизарности, циркуса, фрик шоуа и зблажњавања када добија максимум поена је недопустиво”, наведено је у саопштењу.
Поводом протестног писма Геј-лезбијског инфо центра, огласио се и забавни програм РТС-а саопштењем у којем је „изражено жаљење уколико је дошло до узнемиравања транспопулације и припадника ЛГБТ”. „Музичко-забавни карактер "Песме Евровизије" сваке године одређује и тон коментарисања квалитета музичких нумера, извођача, као и укупни утисак наступа такмичара”, навео је РТС.
Ненад Пагонис је током имитирања Кончите Вурст у изведби песме „Rise Like A Phoenix” (срп. Уздигни се као феникс) као део програма „Твоје лице звучи познато” исказао трансфобију кад је при крају наступа поцепао своју хаљину, а онда током коментара жирија изјавио да је „имао моралну дилему око тога да ли треба да имитира Кончиту” и да му је „драго што су му деца мала, да не мора да им објашњава кога је имитирао”.
- Хрватска

У Хрватској су биле бурне реакције на рачун ХРТ-а и начина на који је водитељ преносио финале Евровизије, а онлајн издање таблоида „Тепортал”, у тексту „ХРТ-ов коментар "Евросонга" био увредљиво лош”, констатује да је Ацо Костандинов, доајен хрватске евровизијске делегације, „површним, иритантним, неретко чак и хомофобним стилом прокоментарисао финале такмичења”.
- Црна Гора

Амфилохије Радовић, митрополит црногорско-приморски Српске православне цркве је довео у везу поплаве на Балкану 2014. са победом драг краљице Кончите Вурст на Песми Евровизије неколико недеља раније, објаснивши „да нас Бог искушава како бисмо се вратили на прави пут”.

### Израел
Бирање Дане Интернашонал за такмичење 1998. је наишло на негодовање и претње смрћу од стране православних заједница у Израелу, што је резултовало у томе да је смештај Дане у Бирмингему био једини хотел са стаклом отпорним на метке.

### Иран
Ирански званичници су уложили примедбе на азербејџанско домаћинство Песме Евровизије 2012. Ирански клерици Ајатолах Мухамед Моџахед Шабестари и Ајатолах Џафар Собхани су осудили Азербејџан за „анти-исламско понашање”, тврдећи да ће Азербејџан бити домаћин „геј параде”.
Ово је довело до протеста испред иранске амбасаде у Бакуу, где су протестанти носили знакове који исмевају Иранске лидере. Али Хасанов, задужен за јавне и политичке проблеме у кабинету председника Азербејџана, изјавио је да су изјаве везане за геј параду лажне и предложио Ирану да се не меша у азербејџанске унутрашње послове. Као одговор, Иран је опозвао свог амбасадора из Бакуа, док је Азербејџан захтевао формално извињење од Ирана за њихове изјаве везане за Песму Евровизије и касније такође опозвао свог амбасадора из Техерана.
Дана 30. маја, министарство државне безбедности Азербејџана је објавило да је сломило више планова за терористичке нападе на Песму Евровизије, којима су мете били Кристална дворана, Мариот и Хилтон хотели у Бакуу. 22. августа The Daily Telegraph (Дејли Телеграф) је објавио да, према сазнањима западних шпијунских агенција, је ирански врховни вођа Али Хамнеј лично наредио елитним Кудс Снагама да обаве терористички напад на запад и њихове савезнике, укључујући Азербејџан током Песме Евровизије.

### Кина
Евровизија се емитовала у Кини од 2014. на Манго ТВ, али је тај емитер током такмичења 2018. после првог полуфинала изгубио права на емитовање због цензуре ирског наступа који је имао депикцију истополног пара, и цензуре албанског наступа зато што је представник Албаније Еугент Бушпепа јавно приказао своје тетоваже, што крши смернице о "суб културама" и "културама злог духа". Као резултат губљења права, кинески емитер није могао да емитује друго полуфинале и финале 2018. године, као и било које будуће такмичење.

### Мађарска
Нагађа се да је видљивост ЛГБТ+ заједнице на такмичењу један од фактора зашто се Мађарска повукла са такмичења 2020. услед анти-ЛГБТ+ климе у влади Виктора Орбана, иако мађарски емитер МТВА никад није дао званичан разлог повлачења.

### Русија
2009. године, активиста за геј права Николај Алексејев је искористио то што се такмичење одржава у Русији за промоцију ЛГБТ+ права, противећи се изјави тадашњег градоначелника Москве да је хомосексуалност сатанистичка. Алексејев је објавио да ће московска прајд парада 2009. бити одржана на дан финала Песме Евровизије. Парада је такође преименована у "Словенски понос" како би се указало на проблеме ЛГБТ+ особа у свим Словенским земљама. Поворка није добила одобрење московских званичника на основи да би "уништила моралне вредности друштва", изјавили су да ће протестанти бити третирани "строго" и да ће се применити "оштре мере" на било ком ко се придружи маршу.
Скуп је растурен од стране московске полиције, и 20 протестаната је ухапшено, укључујући Николаја Алексејева и активисту за људска права Петра Татчела који је изјавио да "ово показује да становници Русије нису слободни" док га је полиција одводила. Шведска представница Малена Ернман је подржала протестанте, изјавивши да није хомосексуалка, али би била поносне да за себе каже да је геј да подржи своје фанове, и да је тужна што московске власти не дозвољавају људима да подрже љубав. Победник такмичења Александер Рибак се такође огласио поводом контроверзе, изјавивши да је Песма Евровизије сама по себи "највећа геј парада".
Холандска група De Toppers (транскр.  Де Топерс) је дошла у жижу јавности кад је члан групе Гордон изјавио да ће бојкотовати финале Песме Евровизије 2009. ако би дошло до сламања геј параде. Ова претња је остала празна пошто се нису пласирали у финале.

### Словенија
Пошто су изабране за представнике Словеније на Песми Евровизије 2002, дрег наступ под именом Сестре су изазвале буру негођења у Словенији, што је изазвало дебату о ЛГБТ+ правима у Словенији у Европском парламенту пред учлањење Словеније у Европску унију.

### Турска
Турска, која је некад била редовна учесница и победница 2003. године, се повукла са такмичења 2013. и навела је као разлог незадовољство око система гласања. Кад су упитани о враћању на такмичење, Турски емитер ТРТ је изјавио да су ЛГБТ+ наступи разлог за настављен бојкот такмичења. Иако су првобитно хтели да приказују такмичење 2013. године, одлучили су се против тога због истополног пољупца Кристе Сигфридс.